# Суб'єктивний ідеалізм

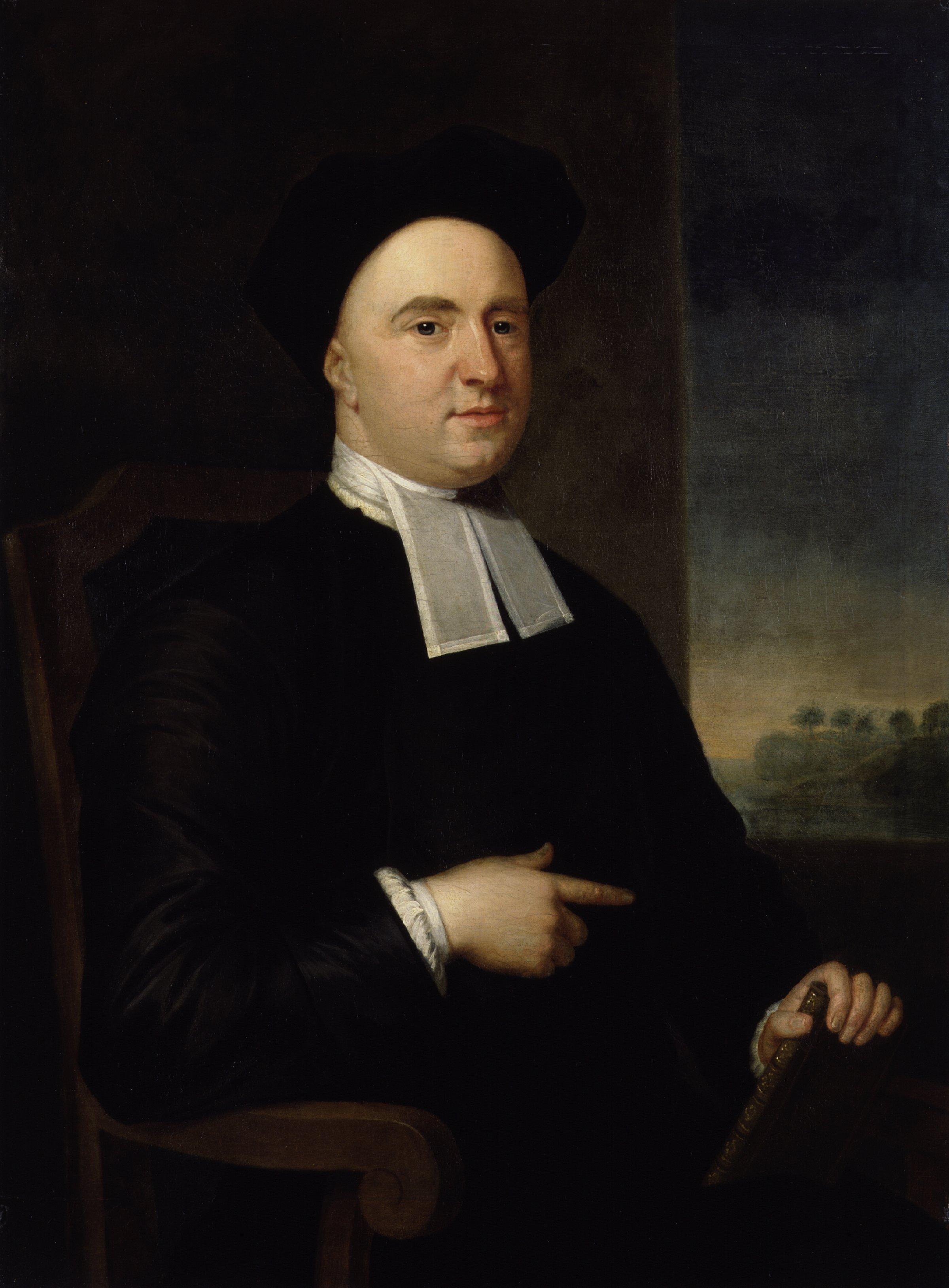
Джордж Берклі — родоначальник суб'єктивного ідеалізму

Суб'єкти́вний ідеалі́зм бачить першооснову буття у свідомості суб'єкта. Об'єктивний ідеалізм як першооснову буття розглядає дух або ідею, що існує об'єктивно, поза суб'єктом.
Основна думка: світ складається не з готових завершених предметів, а є сукупністю процесів, в яких предмети, що здаються незмінними, так само як поняття, що виникають в уяві, перебувають у безперервній зміні на основі поступального розвитку.